# Las chicas del radio

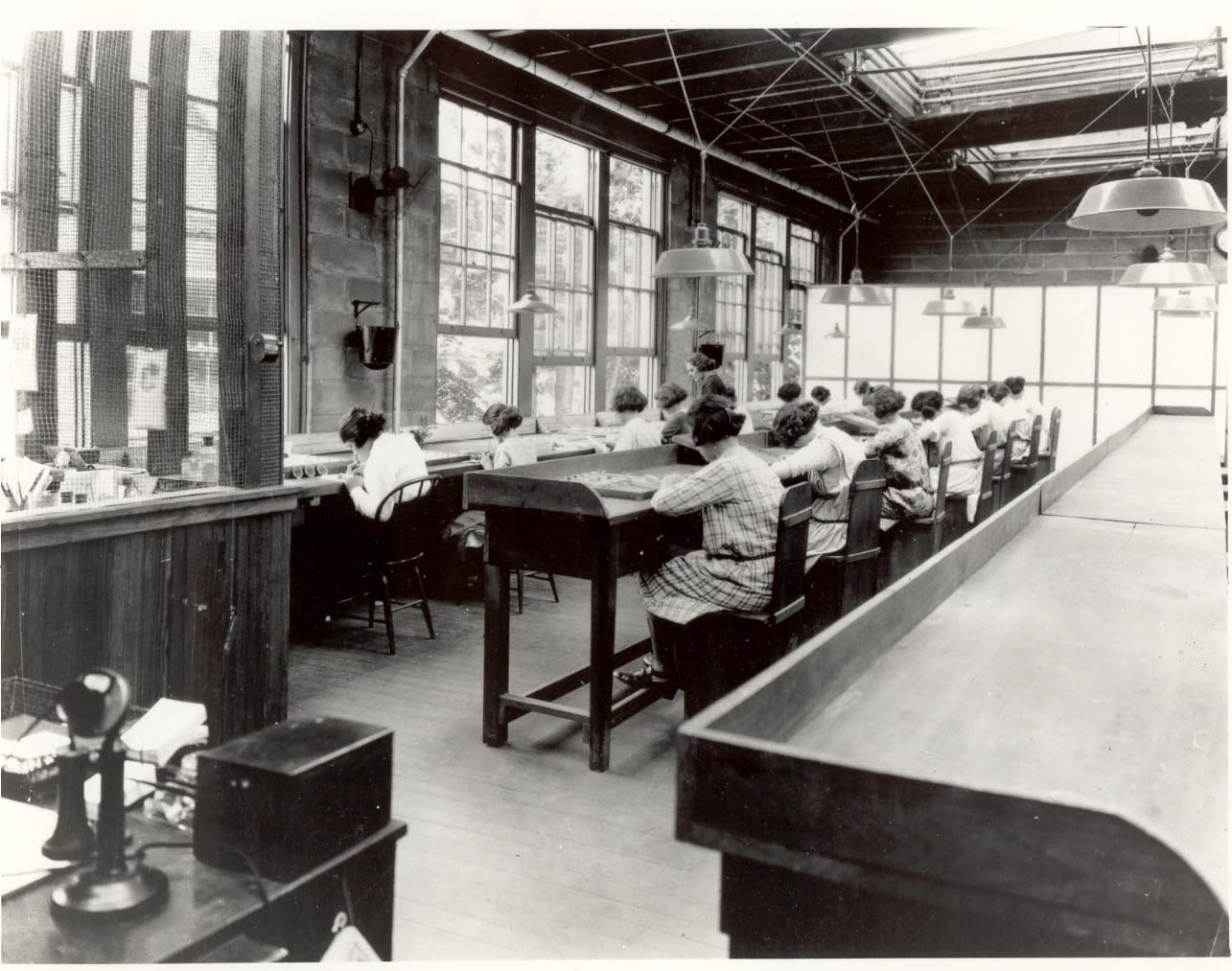
Las chicas del radio trabajando en una fábrica de United States Radium Corporation ca. 1922.

Las chicas del radio (en inglés: Radium Girls) fue el nombre otorgado a un grupo de trabajadoras que sufrieron envenenamiento por radiación al recubrir las esferas de los relojes que fabricaban con una pintura basada en el radio utilizada en la fábrica United States Radium Corporation en Orange, Nueva Jersey, en el año 1917.
Miles de empleadas pasaron por las dependencias de la fábrica durante la Primera Guerra Mundial, ya que los relojes luminiscentes eran de gran utilidad porque los soldados podían consultar la hora también por la noche. Más tarde, se hicieron muy populares entre la población civil, teniendo la empresa que contratar más personal y siendo así más la cantidad de personas afectadas por el envenenamiento.
Las jóvenes, a las que se les había dicho que la pintura era inofensiva y, desconocedoras del riesgo que corrían, tenían como costumbre chupar las cerdas de los pinceles que usaban para afinarlos y así pintar con mayor precisión, además aparte de esto también se solían pintar las uñas o los dientes a modo de pequeña broma para posteriormente apagar la luz y dejar sorprendida a la gente con la luminiscencia que emanaba de sus bocas.

## Problemática y solución
Más tarde empezaron a llegar los problemas, una de las primeras en advertirlo fue Amelia Maggia cuando años después de haber trabajado para esa empresa se le empezaron a caer los dientes sin motivo aparente aquejándose de terribles dolores también en su mandíbula. Varios médicos tras analizarla establecieron una clara relación entre sus síntomas y su anterior empleo, con lo cual intentó localizar a sus excompañeras para informarlas, pero no pudo encontrar más que a tres ya que la mayoría se encontraban en la última fase de la enfermedad o ya fallecidas.
Cinco de las mujeres llevaron a juicio a su jefe, lo que no les resultó nada fácil ya que la empresa tenía muchos contactos con poder en la judicatura y estos se afanaron en retrasar todo lo posible el asunto, pero al final llegaron a un acuerdo por una indemnización justa para sus dolencias. 
Después de estos sucesos, el Congreso de los Estados Unidos votó una resolución a favor donde se establecieron los derechos de los empleados que contraen enfermedades laborales. Como las chicas de escasos ingresos no podían pagar un abogado, uno de los abogados se ofreció a ayudarlas sin cobrarles, pero sólo lograron credibilidad cuando murió un hombre. Decidieron inspeccionar el cuerpo de la primera muerte y se sorprendieron al ver que su cuerpo aún estaba brillando por el tóxico elemento.